# L'Aventure de Guy
Pour plus de détails, voir Fiche technique et Distribution.
L'Aventure de Guy est un court métrage français d'Alain Resnais réalisé en 1936. 

## Production
Alain Resnais âgé de 14 ans, décide de tourner un film avec ses amis à Vannes où il habite, durant l'été. Il possède une caméra 8 mm.

## Synopsis
L'histoire s'inspire du Fantômas de Louis Feuillade. 

## Fiche technique
- Réalisateur : Alain Resnais
- Format : Noir et blanc, muet
- Tourné en France
- Année de sortie en France : 1936